# Kaiserin-Augusta-Fluss-Expedition

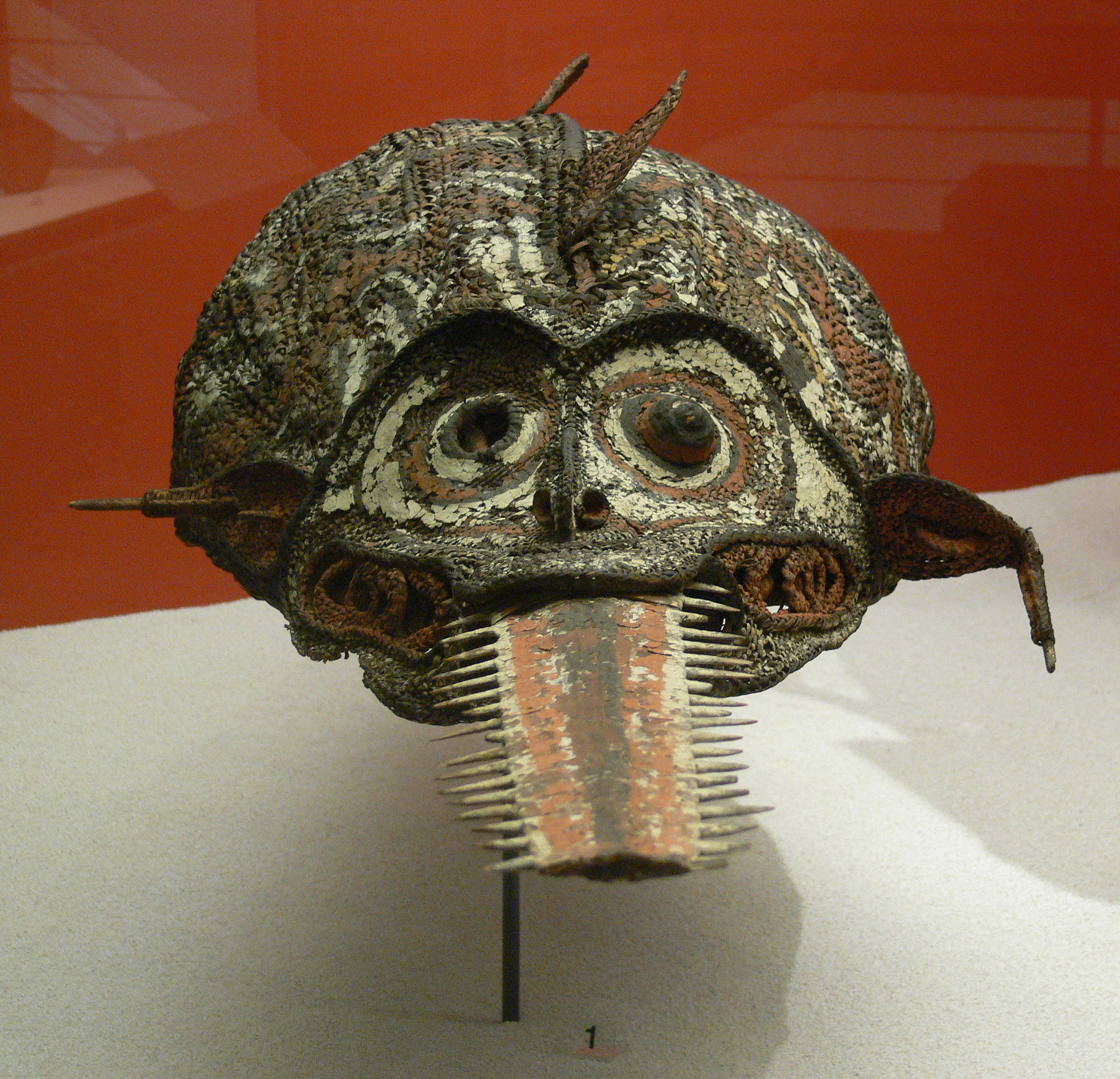
Sägefisch-Maske aus der Sammlung der Kaiserin-Augusta-Fluss-Expedition 1912/13 im Ethnologischen Museum Berlin

Die Kaiserin-Augusta-Fluss-Expedition 1912/13 (Offizielle Bezeichnung: „Expedition des Reichskolonialamtes, der Königlichen Museen und der Deutschen Kolonialgesellschaft zur Erforschung des Kaiserin-Augustaflusses in Kaiser-Wilhelms-Land“ auch „Berliner Sepik-Expedition“) war eine anderthalbjährige deutsche wissenschaftliche Expedition zur Erforschung des Sepik, seiner Ufer und Nebenflüsse sowie des angrenzenden Umlands. Der Sepik, der längste Fluss Neuguineas, wurde damals nach Augusta von Sachsen-Weimar-Eisenach, der Ehefrau Kaiser Wilhelms I. Kaiserin-Augusta-Fluss genannt.

## Hintergrund
1884 gründete das Deutsche Reich die Kolonie Deutsch-Neuguinea, zu der u. a. der nordöstliche Teil der Insel Neuguinea, das Kaiser-Wilhelmsland, gehörte. Während der Zeit der deutschen Kolonialherrschaft fanden zahlreiche wissenschaftliche Expeditionen zur Erforschung des Gebietes statt. Von Forschungsgesellschaften, Museen und privaten Forschern organisiert, durchgeführt und durch die Kolonialverwaltung, aber auch durch die Kaiserliche Marine unterstützt, dienten sie sowohl der Gewinnung wissenschaftlicher Erkenntnisse für die Gründung von Ansiedlungen und wirtschaftlichen Unternehmungen als auch dem Anlegen akademischer Sammlungen. Otto Finsch befuhr 1885 als erster Europäer den Sepik von der Mündung an etwa 50 km flussaufwärts. 1886 und 1887 erforschten weitere deutsche Expeditionen unter der Führung von Eduard Dallmann, Georg von Schleinitz, und Carl Schrader etwa 800 km des Flusslaufs.

## Finanzierung
Die Kaiserin-Augusta-Fluss-Expedition 1912/13 wurde vom Reichskolonialamt, dem Preußischen Unterrichtsministerium, dem auch die Berliner Museen unterstanden und der Deutschen Kolonialgesellschaft finanziert und ausgerichtet. Der spätere Kaiserliche Gouverneur von Kamerun, Karl Ebermaier organisierte die Forschungsreise.

## Teilnehmer der Expedition
Die Expedition stand unter der Leitung des Bezirksamtmanns, Bergassessors und Geologen Artur Stollé. Teilnehmer der Forschungsreise waren Wissenschaftler verschiedener Fachgebiete, unter anderem der Geograph Walter Behrmann, der Anthropologe Adolf Roesicke, der Expeditionsarzt J. Bürgers, der auch zoologische Studien durchführte, und Ingenieur Schatteburg. Der Gouverneur von Deutsch-Neuguinea, Albert Hahl, begleitete die Expedition zu Beginn. Ab Januar 1913 nahm der Ethnologe Richard Thurnwald an dieser Forschungsreise teil, der im Anschluss weitere ethnologische Untersuchungen im Gebiet des Sepik-Unterlaufs sowie am Oberlauf des Sepik und an dessen Nebenflüssen durchführte. Carl Ludwig Ledermann (1875–1958) schloss sich der Expedition als Botaniker an.

## Die Expedition
Am 8. Februar 1912 begann die Sepik-Expedition. Beim Dorf Malu, etwa 400 km flussaufwärts, ca. 5 km vom heutigen Ambunti entfernt, wurde das Hauptlager angelegt. Von dort aus erkundeten die Expeditionsteilnehmer die weitere Umgebung des Stromes in geographischer, ethnologischer, botanischer und zoologischer Hinsicht. Dazu standen ihnen der Regierungsdampfer Kolonialgesellschaft, und einige kleinere Boote zur Verfügung.
Gouverneur Albert Hahl forderte im September 1912 den im Südseeraum stationierten Kleinen Kreuzer Condor der Kaiserlichen Marine unter Korvettenkapitän Konrad Mommsen an, um mit der Expedition Verbindung aufzunehmen. Die Condor erreichte das Lager der Expedition in Malu am 11. Dezember 1912, blieb dort zwei Tage und traf auf der Rückfahrt am 18. Dezember 1912 auf der Insel Matupi vor Rabaul ein. Über die Fahrt auf dem Sepik fertigte Mommsen einen Bericht für das Kaiserliche Marinekabinett an.

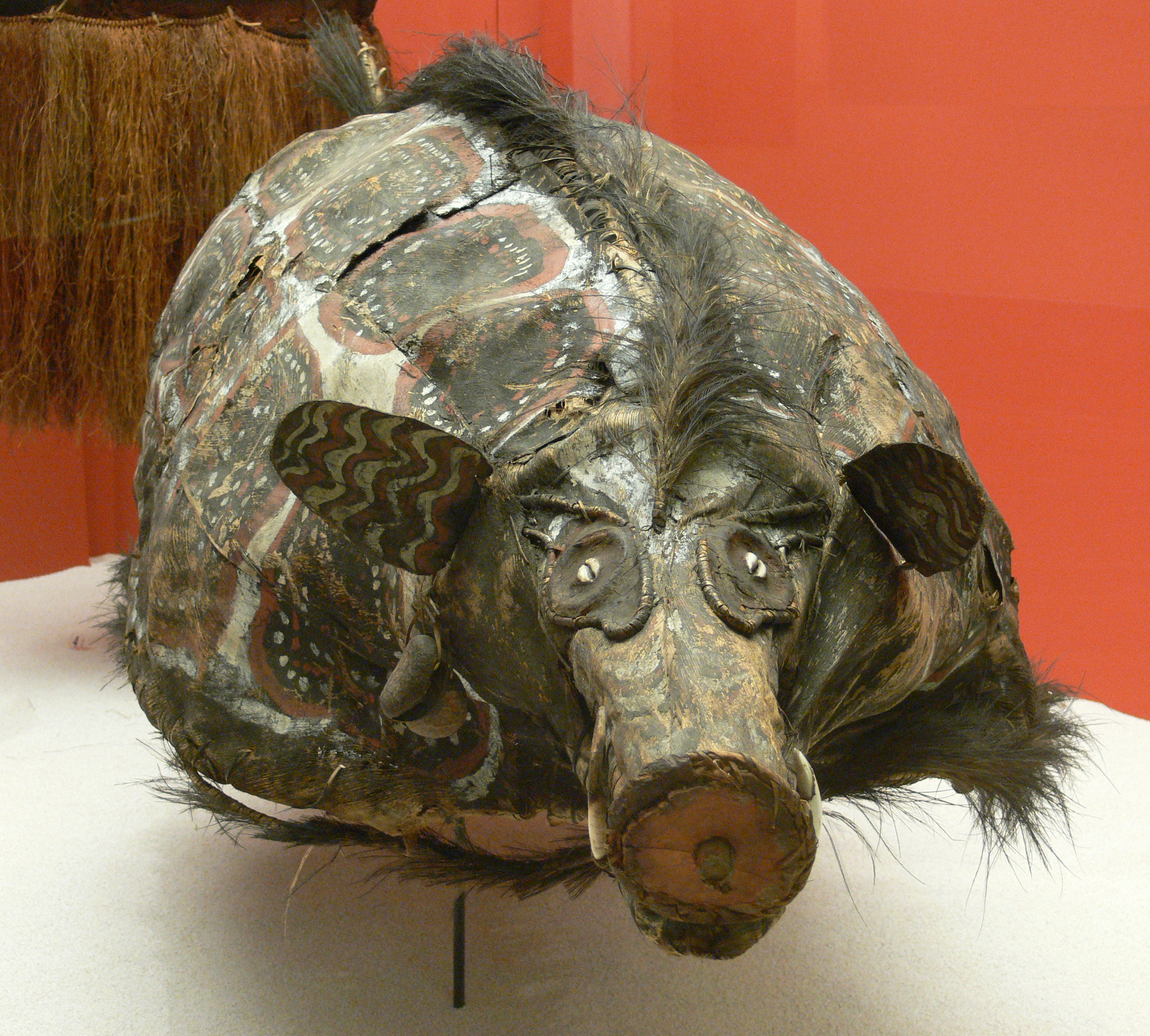
Maske, ein Schwein darstellend, aus der Sammlung Thurnwald 1914 im Ethnologischen Museum Berlin

Walter Behrmann erforschte die topographischen, hydrographischen und geologischen Verhältnisse eines Gebietes von etwa 40.000 km² Größe, das die von ihm entdeckte Westkette, das bis zu 1500 m hohe Hunstein-Gebirge, das Schatteburg-Gebirge, und das Schrader-Gebirge einschloss. Durch Triangulation, Peilungen und photogrammetrische Aufnahmen wurden die Grundlagen für eine kartographische Darstellung des Expeditionsgebietes geschaffen. Behrmann bereiste einige große, südliche Nebenflüsse des Sepik, darunter der Aprilfluss (April River), der Leonhardt-Schultze-Fluss (Wario River), der Frida-Fluss (Frida River), der Maifluss (May River), der Südfluss, der Dörferfluss (Yuat River) und der Töpferfluss (Keram River). Am 20. Mai 1913 erreichten Mitglieder der Kaiserin-Augusta-Fluss-Expedition, unter ihnen Adolf Roesicke, nach längerer Suche das Töpferdorf Aibom am südlichen Rand des Mittelsepik-Gebietes.
Neben den geografischen und geologischen Untersuchungen erfolgten auch Sammlungen der Tier- und Pflanzenwelt. Thurnwald machte im August 1913 vom Kaiserin-Augustafluss aus eine Reise zur Nordküste, die er bei Kap Moem in der Nähe des heutigen Wewak erreichte. Nachdem er von dort aus wieder zur Missionsstation Marienberg am Sepik zurückgekehrt war, durchquerte er im Oktober 1913 zum Teil dicht bevölkerte Gebiete zwischen dem Fluss und dem Küstenort Berlinhafen. Während der Expedition erlitt Ingenieur Schatteburg einen tödlichen Hitzschlag; das Schatteburg-Gebirge (heute: Schatteburg Mountains) wurde nach seiner Grabstelle benannt.

## Ergebnisse
Den größten Teil der im Verlauf der Expedition angelegten Sammlungen erhielt das „Königliche Museum für Völkerkunde“ (heute Ethnologisches Museum Berlin), wo sie bis heute aufbewahrt werden. 6660 von Ledermann gesammelte Pflanzen gelangten in das Königliche Botanische Museum in Dahlem. Die Freie Hansestadt Lübeck beteiligte sich mit einem 5 %-Anteil an der Finanzierung der Sepik-Expedition und erhielt dafür 144 Objekte, die sich in der Völkerkundesammlung der Hansestadt Lübeck im Zeughaus am Dom befinden. Die Lübecker Sammlung wurde 2007 aus Kostengründen geschlossen und ist nicht mehr zu besichtigen.